# فرانز أبنوس
فرانز أبنوس (بالألمانية: Franz Ulrich Maria Theodor Aepinus (Äpinus, Hoch))‏ (و. 1724 – 1802 م) هو فيزيائي، ورياضياتي، وعالم، ومخترع، وعالم فلك من ألمانيا . ولد في روستوك .
توفي في تارتو .

## التعليم
تعلم في جامعة روستوك.

## روابط خارجية
- فرانز أبنوس على موقع الموسوعة البريطانية (الإنجليزية)